# هنري إل. ويتفيلد
هنري إل. ويتفيلد (بالإنجليزية: Henry L. Whitfield)‏ هو سياسي أمريكي، ولد في 20 يونيو 1868 في مقاطعة رانكين في الولايات المتحدة، وتوفي في 18 مارس 1927 في جاكسون في الولايات المتحدة. حزبياً، نشط في الحزب الديمقراطي. وقد انتخب حاكم ميسيسيبي ‏.